# Ludwik Konopko
Ludwik Konopko (ur. 7 grudnia 1970, zm. 6 lipca 2024 w Katowicach) – polski gitarzysta, kompozytor i aranżer. Pochodził ze Lwowa, ale od 1991 roku mieszkał na stałe w Polsce w Katowicach. 

## Życiorys artystyczny
Ludwik Konopko po raz pierwszy wystąpił na scenie jako gitarzysta w wieku 19 lat, kiedy zagrał w orkiestrze pod batutą kompozytora Virko Baleya w Filharmonii Lwowskiej. Od tego czasu nieprzerwanie koncertował zarówno jako solista, jak i we współpracy z innymi muzykami. Pierwszy zespół muzyczny Tea Fan Club (TFC) założył w 1989 roku we Lwowie wspólnie z Ołehem Sukiem. Formacja z gatunku art-rock szybko zyskała sławę i przyciągnęła do współpracy takich muzyków jak Ołeksandr Ksenofontow, czy Vlad DeBriansky. W 1990 roku zespół wystąpił w ramach młodzieżowego festiwalu kultury alternatywnej Wywych. Grupa TFC do dzisiaj uważana jest za legendarny projekt muzyczny na Ukrainie.
W Polsce Ludwik Konopko założył w 1999 roku razem z Andrzejem Krośniakiem zespół o nazwie Cocotier, a w 2002 roku stworzył własną grupę Acoustic Travel Band. Oba zespoły koncertowały z dużym powodzeniem przez kilkanaście lat w całej Europie oraz brały udział w licznych festiwalach, między innymi w Ferrarze, Novarze, Olegio i Orte. Ich płyty, obejmujące w dużej części autorskie kompozycje Ludwika Konopko, rozeszły się w nakładzie kilkudziesięciu tysięcy egzemplarzy. W 2005 roku Acoustic Travel Band wystąpił jako support przed koncertem światowej sławy gitarzysty Ala di Meoli na Festiwalu Non-Stop we Wrocławiu.

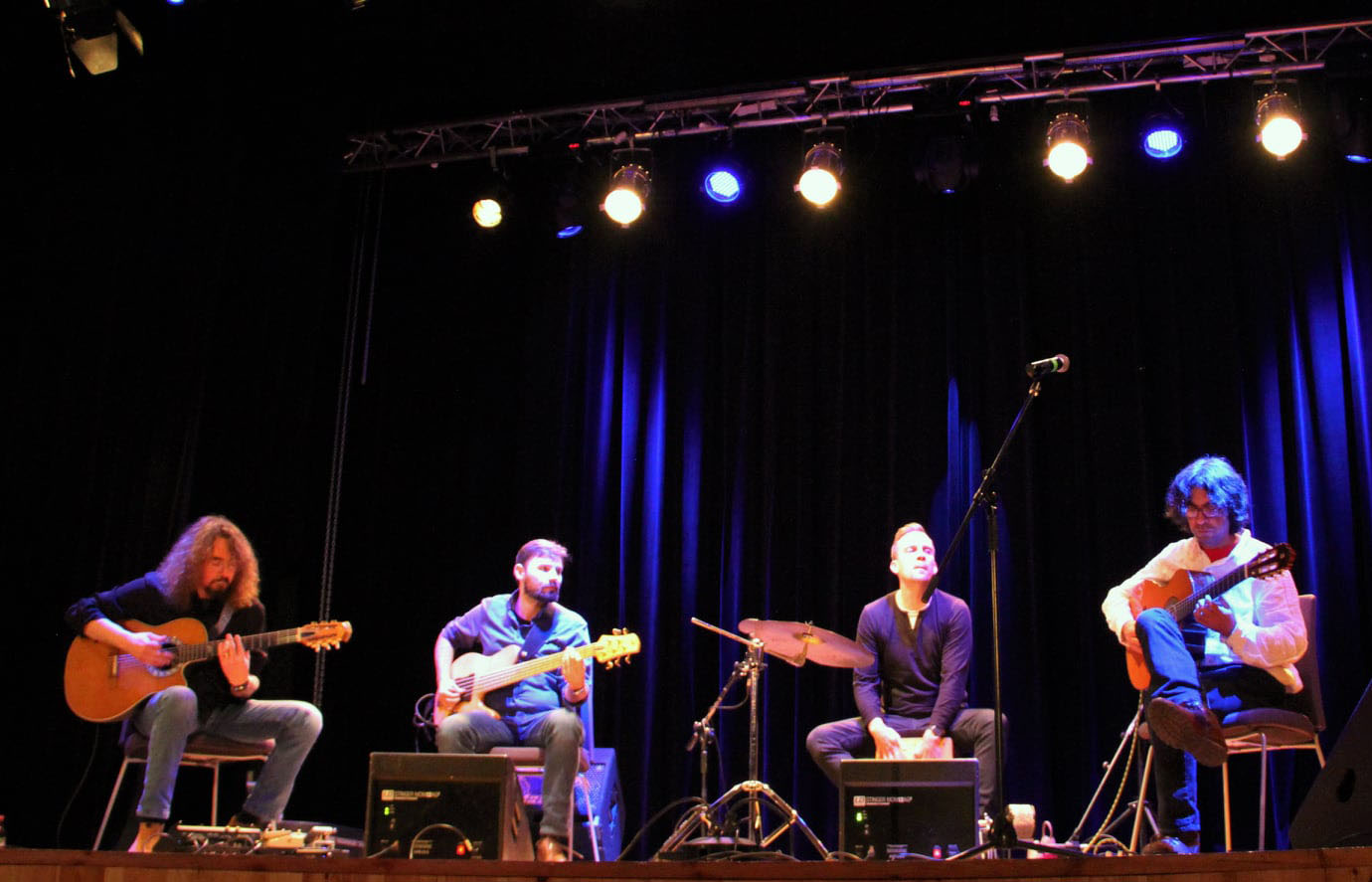
ZOA Band (Ludwik Konopko, Piotr Radecki, Michał Łyp) z Mirkiem Hady. Katowice 2020.

W latach 2014-2016 Ludwik Konopko współpracował ściśle z katowickim kabaretem integracyjnym o charakterze teatralno-muzycznym Drzewo a Gada, a w latach 2016-2018 z krakowską formacją Que Passa zaliczaną do czołowych polskich zespołów flamenco fusion. Odbył z nią wiele tras koncertowych i występował na licznych festiwalach, między innymi w Landshut, Rudolstadt, czy w Lund.
Ludwik Konopko w latach 2012-2024 był częścią zespołu Pilar, z którym regularnie koncertował w Polsce i za granicą. W 2019 roku założył własny zespół ZOA Band i pozostał jego liderem do 2024. Zespół wykonywał jego autorskie kompozycje oraz aranżacje gitarowe innych utworów.
Muzyka gitarowa Ludwika Konopki łączy wiele stylów, w tym blues, jazz, flamenco, czy world music. W swoich kompozycjach i aranżacjach wykorzystywał często złożone układy instrumentalne. Ludwik Konopko znalazł się w gronie laureatów konkursów International Songwriting Awards (UK) oraz 2022 Unsigned Only Music Competition (USA). Jego utwory znalazły się również w finałach takich międzynarodowych konkursów, jak 20th i 21st UK Songwriter Contest (UK), 18th International Acoustic Music Awards (USA) oraz 23rd Annual Great American Song Contest (USA).
Ludwik Konopko został pochowany na cmentarzu przy ul. Sienkiewicza w Katowicach.

## Dyskografia
- Cafe Sanacja - Cocotier (2001)
- Acoustic Travel - Acoustic Travel Band (2002)
- Kundzia - Acoustic Travel Band (2005)[7]
- Come Back - Acoustic Travel Band (2007)
- O.K. - Acoustic Travel Band (2008)
- Twarze (2010)
- Taruna (2012)
- Nasze Poddasze - Pilar (2014)
- Free Time (2016, 2021)
- Skrzydła - Pilar (2020)
- RAIA (2021)
- Serenity (2023)